# ARA Suboficial Castillo (A-6)
El ARA Suboficial Castillo (A-6) fue un aviso-remolcador de la Armada Argentina. Pertenecía a la clase Cherokee de la Armada de los Estados Unidos, participando en aquella fuerza en la Segunda Guerra Mundial bajo el nombre de USS Takelma (ATF-113). Fue entregado oficialmente a la armada el 30 de septiembre de 1993 y se afirmó el pabellón argentino el 7 de junio de 1994. En 2020 fue dado de baja.

## Su nombre
Lleva el nombre de Suboficial Castillo en honor a Julio Saturnino Castillo Suboficial fallecido en la Guerra de las Malvinas. Fue condecorado con Cruz al Heroico Valor en Combate.

## Servicio operativo

### Estados Unidos
El USS Takelma fue destacado en diversos escenarios del Océano Pacífico, participando en la Segunda Guerra Mundial, Guerra de Corea y Guerra de Vietnam.
La Armada de los Estados Unidos también lo utilizó como remolque de unidades a las Islas Marshall para las pruebas atómicas en el archipiélago de Bikini.

### Argentina

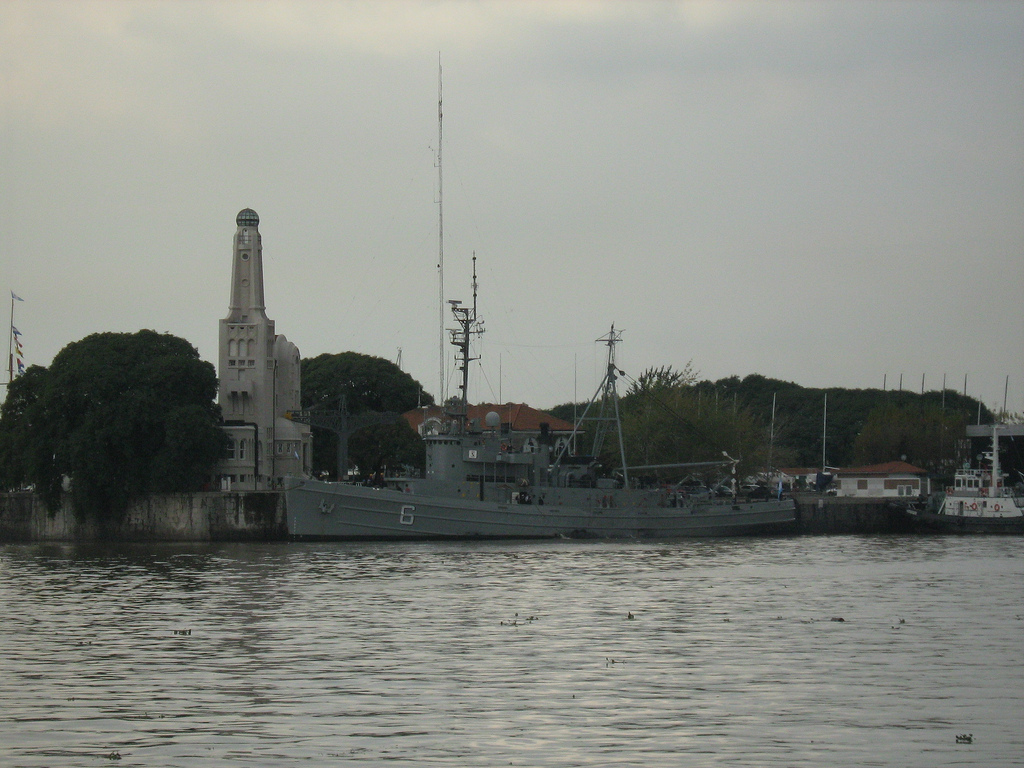
ARA Suboficial Castillo en el puerto de Buenos Aires (2010)

El buque tiene asiento en la Base Naval de Mar del Plata y realiza durante el verano en conjunto con el ATF-67 Lautaro de la Armada de Chile la Patrulla Antártica Naval Combinada (PANC) vigilando la península antártica. Durante las campañas antárticas realiza tareas de mantenimiento del sistema de balizas en península antártica y es parte del sistema de abastecimiento de las bases antárticas argentinas. Como buque dependiente de la División Patrullado Marítimo, efectúa habitualmente actividades de control marítimo.
En 1995 capturó al potero infractor LW 9579.
En 1997 recuperó los restos históricos del Faro de San Juan de Salvamento (Faro del Fin del Mundo) en la Isla de los Estados. En 1998 transportó un equipo de aventureros franceses a ese lugar para la instalación de una réplica de la baliza que inmortalizó Julio Verne.
En 1998 embistió durante un temporal al aviso ARA Comodoro Somellera, el cual se hundió en poco tiempo.
Colaboró en diciembre de 2003 con el rescate de un grupo de expedicionarios coreanos extraviados en la Antártida.
En marzo de 2005 asistió y remolcó al velero Cheyenne, averiado durante una regata cerca de Comodoro Rivadavia. A fines de ese año formó parte del operativo de seguridad naval de la IV Cumbre de las Américas en la ciudad de Mar del Plata.
En febrero de 2006 brindó apoyo logístico y técnico al buque turístico Ice Lady Patagonia, averiado cerca de la Isla 25 de Mayo.
En abril de 2007 se produce un incendio en el rompehielos Almirante Irízar, éste es remolcado por el Castillo hasta Puerto Belgrano.
En julio de 2008 participó de los festejos por el Día de la Independencia Argentina en Puerto Deseado.

#### Década de 2010
Las actividades operativas son variadas. La participación en ejercicios conjuntos y combinados es constante. Además, la unidad participa año a año en las campañas antárticas y la patrulla combinada con unidades chilenas.
En noviembre de 2011, mientras realizaba la Patrulla Antártica Naval Combinada, prestó apoyo con personal y traslados al refugio antártico Anca de León, el cual se quedó sin suministro eléctrico, operando en conjunto con la base antártica polaca Henryk Arctowski. Días después, debió socorrer a un científico argentino herido desde Base Jubany hasta la base rusa Bellingshausen para ser sometido a una intervención quirúrgica de urgencia. A fines de enero de 2012, asistió al velero noruego Anne Mari, efectuando a bordo reparaciones de roturas que le impedían continuar su travesía.
Cumpliendo la PANC en el verano 2014-2015, debió rescatar a los tripulantes del velero polaco Polonus, varado en la caleta Anca de León, y trasladarlos a la Base Henryk Arctowski. Días después, efectuó el desvarado, control de averías y remolque del velero hasta la mencionada base.

#### Década de 2020
El presidente Alberto Fernández a través del decreto 762/2020 dio de baja la embarcación.